# ژاکوئیزینو
ژاکوئیزینو (به پرتغالی: Jacuizinho) یک منطقهٔ مسکونی در برزیل است که در ریو گرانده جنوبی واقع شده‌است. ژاکوئیزینو ۲٬۷۰۶ نفر جمعیت دارد.